# 中邑真輔
中邑 真輔（なかむら しんすけ、1980年2月24日 - ）は、日本の男性プロレスラー。京都府峰山町（現：京丹後市）出身。京都府立峰山高等学校、青山学院大学経営学部卒業。WWE所属。血液型A型。アメリカ合衆国フロリダ州オーランド在住。

## 来歴

### 学生時代
小学生の頃に空手教室に入ったが、それは長続きせずすぐに止めている。中学生になるとバスケットボールを始め、ブロック大会でチームを優勝に導く主要メンバーだったこともある。中学卒業時にプロレス入りを希望したが、母親に「高校に行ってからでも遅くはないじゃない」と諭され、高校に進学し、部活でレスリングを始めた。卒業時にもふたたびプロレス入りを希望するが、母親に「大学に行ってからでも遅くはないじゃない」と諭され、青山学院大からのスカウトもあり進学した。
大学ではレスリング部と美術部に在籍し、レスリング部では主将を務めた。並行して総合格闘技道場である和術慧舟會RJWでも1期生として練習を行っていた。画家としても展覧会に出展している。

### 新日本プロレス

#### 2002年
2002年、新日本プロレスに入門（同期は山本尚史、田口隆祐、後藤洋央紀、長尾浩志）。同年8月29日、日本武道館における安田忠夫戦でデビュー、セコンドには当時引退をして中邑を指導していた木戸修が付いた。レスリングでの実績 とデビュー前に総合格闘技のトレーニングを行っていたことから、当時の新日本の格闘技路線の申し子として期待を受け、デビュー戦後はシリーズには帯同せずLA道場で総合格闘技のトレーニングを重ねるという新人としては異例の待遇を受けた。
12月31日、INOKI BOM-BA-YE 2002におけるダニエル・グレイシー戦で総合格闘技に初参戦。2R2分14秒、腕ひしぎ逆十字固めで敗北。

#### 2003年 - 2005年
2003年5月2日、新日本「ULTIMATE CRUSH」大会でヤン・"ザ・ジャイアント"・ノルキアと総合格闘技ルールで対戦し勝利。8月にはデビュー1年にも満たないキャリアでG1 CLIMAXへ初出場。安田、柴田勝頼から勝利を収める。
12月9日、天山広吉の所持するIWGPヘビー級王座に初挑戦。逆十字固めで天山からタップを奪いデビュー最速、最年少での同王座戴冠を果たす。
12月31日、K-1 PREMIUM 2003 Dynamite!!でキックボクサーのアレクセイ・イグナショフと対戦。3Rでイグナショフの膝蹴りを受けダウンし、すぐに立ち上がるもレフェリーの平直行が即座にTKOを宣告し敗北を喫するも、中邑側からの抗議によりジャッジを見直されて無効試合となった。
2004年1月4日、自身の持つIWGPヘビー級王座とNWFヘビー級王座の統一戦と銘打たれた試合で高山善廣と対戦。チキンウィングアームロックで高山からギブアップを奪い、IWGP王座を防衛、並びにNWFヘビー級王座に戴冠し二冠王となるも、後日NWFを封印。その後、精密検査の為欠場しIWGP王座も返上。
5月22日、K-1 ROMANEXでイグナショフと再戦し、2R1分51秒前腕チョーク（K-1の公式記録はギロチンチョーク）で勝利。以降、総合格闘技のリングには上がらずプロレス業に専念する。
11月、大阪ドーム大会で突然のカード変更により、中西学と組んで藤田和之、ケンドー・カシン組と対戦したがピンフォール負け。試合後にカード変更を打診したアントニオ猪木から鉄拳制裁を受けた。
12月、棚橋弘至と組み、IWGPタッグ王者決定戦にて佐々木健介、鈴木みのる組と対戦。棚橋が鈴木からドラゴン・スープレックス・ホールドでピンフォール勝ちを収め、第47代IWGPタッグ王座に就く。翌年10月に陥落するまでに4度の防衛を果たした。
2005年1月4日、棚橋を破ってIWGP U-30無差別級王座を奪取し、ベルト封印を宣言した（返上扱い）。
3月12日に全日本プロレスに流出したIWGPヘビー級王座を奪還する為全日本のリングに単身乗り込み小島聡に対戦を直訴。26日に新日本両国国技館大会でタイトルマッチが組まれるも60分時間切れ引き分けで王座奪還は失敗に終わる。

#### 2006年 - 2008年
2006年1月4日、IWGPヘビー級王者ブロック・レスナーに挑戦したが惨敗。
3月、新日本は中邑を無期限の海外修行に出すことを決意。この遠征はすでに団体の最高峰（IWGPヘビー級王座）を獲得したことがある中邑を海外修行に出すという稀な例であった。しかし、遠征先では試合を一切行なわずに新日本ロス道場で汗を流し、9月24日に凱旋帰国した。
10月、蝶野正洋とタッグを組み、ベビーフェイスからヒールへの路線変更を図る。また、半年間の海外修行でビルドアップされた肉体に合わせ、コスチュームもロングタイツからショートタイツに変更。長州力、中西学組相手に凱旋試合を行い、新技ランドスライドで長州から3カウントを奪った。同月に行われたG1 TAG LEAGUEでは蝶野とタッグを組んでエントリー。決勝トーナメントにてジャイアント・バーナード、トラヴィス・トムコ組を撃破し、決勝戦で棚橋弘至、金本浩二組の王者タッグを破り優勝。試合後に蝶野、バーナード、トムコと共に蝶野政権を築くと宣言。
12月10日に帰国後初となるIWGP王座に挑戦。棚橋と対戦するも、ドラゴン・スープレックス・ホールドでピンフォール負けを喫した。
2007年1月4日、川田利明と対決するも顔面へのミドルキックを喰らい敗戦。8月にはG1 CLIMAXに出場。決勝トーナメントまでコマを進めるも12日、準決勝で永田裕志に敗れる。この試合中に雪崩式エクスプロイダーを受けた際、左肩側から不自然な形でマット上に落下。後日、肩鎖関節靭帯断裂および脱臼で3か月間の絶対安静と診断された。26日よりC.T.U解散に伴い稔、ミラノコレクションA.T.等と共闘を選択。後日に新ユニットRISEを結成した。
9月1日に結婚披露宴を行なった。
11月11日に復帰戦を行い、RISEを正式に始動させる。
2008年1月4日、棚橋弘至を破り第48代IWGPヘビー級王者となった。試合後に3代目IWGPヘビー級王座（IWGP 3rd）を所持するカート・アングルとの対戦を要求。2月17日にベルト統一戦を行い腕ひしぎ逆十字固めで勝利し3代目ベルトを奪還した が、同ベルトに対する世間のイメージが悪くなってしまった為封印。新たに4代目のIWGPベルトが制作される事になった。それに伴い「借りていた」かたちになっていた2代目IWGPベルトを、3月2日、ZEROONE-MAX後楽園大会に参戦時に橋本大地に手渡し橋本家へ返却した。
3月20日、4代目ベルトを掲げた初の防衛戦で棚橋から勝利を収めるも、4月27日に全日本プロレスの武藤敬司に敗れ、IWGPヘビー級王座から陥落しベルトの他団体への流出を許してしまう。10月13日にリマッチ権を行使し武藤とのタイトルマッチに臨むも、フランケンシュタイナーでピンフォール負けを喫した。

#### 2009年 - 2011年
2009年1月4日東京ドーム大会で後藤洋央紀と組み、プロレスリング・ノアの三沢光晴、杉浦貴組と対戦。杉浦から腕ひしぎ十字固めでタップを奪い勝利。以降、ホーム・アウェイ問わず両団体での対抗戦で継続されていった。
2月15日に王座を奪回した棚橋弘至から指名を受ける形でIWGPに挑戦するも、ハイフライフローでピンフォール負けを喫する。
3月1日にNOAHの日本武道館大会にミラノコレクションA.T.と共に参戦し杉浦貴、潮崎豪組と対戦。ミラノが潮崎にピンフォールを奪われ敗北。
4月5日、真壁刀義とのシングルマッチでレフェリー不在の中、矢野通が乱入し真壁を椅子で殴打。このアシストを経て真壁に勝利し、後日に矢野ら旧G・B・Hメンバーと共にCHAOSを結成。コスチュームも黒のロングタイツに変更した。CHAOSの他のメンバーのようなあからさまな反則やヒール行為などは行っていないが、ファイトスタイルが今まで以上に殺伐としたものになった。
8月に行われたG1 CLIMAXでは全勝し決勝トーナメントで一番乗りを挙げるも決勝で真壁に敗れ準優勝。G1終了後に、棚橋が怪我によりIWGP王座を返上。それにより9月27日、真壁とのIWGPヘビー級王者決定戦が急遽決定する。この試合に勝利し、第53代IWGPヘビー級王者に戴冠。また試合後マイクを持ち「猪木ー!」と叫び物議を醸した。
2010年1月4日、高山善廣と6年振りに対戦。ボマイェでピンフォール勝ちを収め4度目の防衛に成功した。その後の5月3日に真壁刀義との防衛戦に敗戦。この試合中真壁の雪崩式パワースラムを受けた際に、古傷である左肩を負傷。その後の興業でもテーピングを張って出場するが、ドクターストップがかかり治療に専念するため欠場に入る。6月19日に復帰。
8月のG1 CLIMAXに出場し最終戦で潮崎と対戦するも時間切れ引き分けに終わり予選落ち。22日にNOAHに乗り込み再戦するも敗戦。
10月、小島聡が真壁からIWGPベルトを奪取した際、次期挑戦者として逆指名される。のらりくらりと指名を拒み続けたが、頑なに嘆願する小島に結局会社の同意のもとでそれを承諾。12月11日のIWGP戦で小島に敗れた。
2011年1月4日のレッスルキングダムVにて、潮崎と対戦し勝利。対戦成績を五分に戻した。3月に開催されたNEW JAPAN CUPでは決勝にまで進出したが、永田裕志に敗れ準優勝。
4月、永田との防衛戦を終えた直後の棚橋のマイクに対して「うっとうしくねえだろ」 と突っかかる形で返答し、IWGP王者挑戦をアピール。公約通りに5月3日の福岡大会で挑戦するも敗北。この年から腕をダラリと下げて脱力するようなムーブを多用し始めた中邑に対し、前哨戦で棚橋は「あのフニャフニャした動きは好きじゃない」と発言すると、中邑も「フニャフニャじゃなくて、クネクネしてるだけだろ」と応戦。試合後も中邑は、「また立ちあがればいいんだろ。悪いけど、折れないんでね、オレの心は。こんなクネクネしてるんでね」と発言。この時期を境に、中邑独特のムーブに対して「クネる」という表現が使われるようになる。
8月のG1 CLIMAXでは、自身の出場ブロック（Bブロック）で、最終戦までに勝ち点が5人並ぶ混戦となったが、最終戦の対戦相手であり同点で並んでいた鈴木みのるとの事実上の決勝進出決定戦に勝利。決勝戦では内藤哲也を破り初めて優勝した。
9月の神戸ワールド記念ホールで行われた「星野勘太郎追悼大会」で、IWGPヘビー級王者棚橋に挑むも敗れる。

#### 2012年 - 2016年

リングアナウンサーの選手コールに合わせてポーズを決める中邑。

2012年7月22日、KIZUNA ROAD最終戦にて、後藤洋央紀が保持するIWGPインターコンチネンタル王座（以降IC）に挑戦。勝利を収め、第4代王者に輝いた。しかし、試合後のコメントで同王座のデザインに対して酷評し、会社に対して作り直しを要求。ベルトの革の部分を白くする変更がなされた。このインターコンチ王座初戴冠により、中邑は同王座を輝かせることになる。8月26日、アメリカ・カリフォルニア州に拠点を置くSWFに参戦。同団体で新たに製作されたIC王座を賭けて、オリバー・ジョンと対戦し、初防衛に成功した。
12月10日、プロレス大賞技能賞を受賞。
2013年1月4日、レッスルキングダム7のダブルメインイベントに登場し、IC王座選手権試合で桜庭和志を破り、4度目の防衛に成功。その後も挑戦者たちを退け、防衛回数を8までに伸ばす。5月31日のCMLL遠征時に行われたタイトルマッチでラ・ソンブラに敗れ、一度は王座を手放すも、7月20日のKIZUNA ROAD 2013最終戦で再びIC王座を奪取し、第6代王者に返り咲いた。下半期は3度の防衛を達成する。
2014年1月4日、レッスルキングダム8で棚橋と対戦して敗北し、IC王座から陥落。2月9日のTHE NEW BEGINNING in HIROSHIMAでリマッチを敢行したが、ここでも敗北。
3月、NEW JAPAN CUPに出場し、決勝戦でバッドラック・ファレと対戦し、BULLET CLUBの介入に苦しめられ、終盤には額から流血しながらも、ファレを下して初優勝。今大会の優勝者にはIWGPヘビー級王座とIWGPインターコンチ王座のいずれかに挑戦できる権利が与えられ、中邑はICを選択する。
4月6日、INVASION ATTACKで棚橋と再戦。この試合に勝利を収め、第8代王者に返り咲いた。
5月25日、横浜アリーナにて、12年前に総合格闘技ルールで敗れたグレイシー一族のダニエル・グレイシーにIC初防衛戦で勝利を収めた。しかし、6月21日、バッドラック・ファレに敗れIC王座から陥落した。
8月10日、G1 CLIMAX 24 優勝決定戦西武ドーム大会でのメインイベントにて、同門CHAOSのオカダ・カズチカと対戦したが、敗北を喫し、準優勝となった。
9月21日、ファレの持つIC王座戦のリマッチに勝利し、第10代王者になった。10月13日の試合後、柴田勝頼を挑戦者に逆指名し対戦が決定。11月8日、柴田に勝利して初防衛に成功。試合後に飯伏が乱入して中邑をジャーマンスープレックスで投げ捨て、挑戦を表明。中邑はこれを受諾した。
2015年1月4日、レッスルキングダム9で飯伏幸太とのIC戦で2度目の防衛に成功。翌5日、後楽園ホール大会において、永田が中邑の持つICに挑戦表明し、2月14日、仙台サンプラザホールにて防衛戦を行い、3度目の防衛に成功した。
3月のNEW JAPAN CUP終了後、同大会準優勝に終わった後藤洋央紀に6人タッグマッチで勝利。試合後に後藤を「存在が薄い」「透明人間」と挑発。しかし、4月5日の両国大会で、後藤からピンフォール負けを奪われると、5月3日のレスリングどんたくで後藤に破れIC王座から陥落することとなる。7月5日、大阪城ホール大会で、忍者の衣装で入場し、後藤とのICのリマッチに挑んだが、敗北した。
8月のG1 CLIMAX25に出場中、左肘を負傷するも途中から戦線復帰し、Bブロック首位のオカダからタップを奪いBブロック首位となり、2年連続で優勝決定戦進出を決める。Aブロック首位の棚橋弘至との優勝決定戦を激闘の末、敗北し、惜しくも準優勝となる。試合後、棚橋弘至とリング上で握手し、勝利を称えた。
9月27日、DESTRUCTIONinKOBEにてG1で勝利を収めた後藤洋央紀から指名される形でIC戦を行いこれに勝利して第12代王者に返り咲く。試合後、BULLETCLUBのカール・アンダーソンとドク・ギャローズが乱入し、アンダーソンが挑戦を表明する。
11月7日、POWER STRUGGLEにて、カール・アンダーソンとIC戦を行い、セコンドについたBULLET CLUBに苦しめられながらも勝利し、王座を防衛する。試合後、AJスタイルズが海野レフェリーからベルトを取り上げ、挑戦を表明しながら中邑にベルトを手渡す。中邑はこれを受け入れ、WK10にてAJスタイルズとIC戦を行うことが決まる。
2016年1月4日、レッスルキングダム10にてAJスタイルズと対戦。激闘の末ピンフォール勝ちを収め、試合後は拳を合わせて健闘を称えあった。
1月7日、東京スポーツの取材により新日本プロレスを退団することが明らかになる が、日刊スポーツの報道によれば、新日本プロレス側は「まだ何の話もしていない」と移籍を否定していた。しかし、12日、新日本プロレスより正式に退団と発表された。その後、WWEに移籍してファーム団体であるNXTにて4月1日のTakeoverでデビューすることがWWE公式より発表された。移籍により所持していたIWGPインターコンチネンタル王座は返上となった。
1月30日、後楽園ホール大会で「中邑真輔 壮行試合」と銘打ち、オカダ・カズチカ、石井智宏と組んで、棚橋弘至、後藤洋央紀、柴田勝頼組と対戦。石井が柴田から勝利を収め、試合後はCHAOSメンバーからの祝福を受け、大会を締め括った。同日を以って新日本プロレスを退団。それに伴いCHAOS脱退。なお、同年は年頭より中邑だけでなく、AJや飯伏らの主力も新日本を退団している。

### WWE

#### 2016年
2016年2月4日、リングネームを本名名義でデビューする事が発表された。同月22日、ハードロックカフェ東京にてWWEと正式に契約を交わした事に関して入団会見を行った。モニターを使用して渡米した際にWWE本社にてビンス・マクマホン、トリプルH、ステファニー・マクマホンと会話を交わし、WWEパフォーマンスセンターに訪問した際にはASUKA、ヒデオ・イタミといった日本人レスラーやフィン・ベイラー、マシュー・ブルーム、マニー・アンドラーデといった新日本プロレスで苦楽を共にした人物達と顔を合わせた。最後にファンに送るメッセージとして「中邑真輔を世界にぶつけていきたいと思います。イヤァオ！」とコメントした。なお、WWEから初めて接触があったのは2014年ごろで、当初は断っていた。移籍の決め手はIWGP主義者だった中邑がインターコンチ王座の価値として上げることに成功させてしまい、個人としても団体としても多様性を認める価値観に変わってしまったこと。赤字返済報告を受け、新日本プロレスは大丈夫だと思えたタイミングだったことなどを、のちのインタビューで回答している。
3月16日、NXTにてリング上でサミ・ゼインがマイクアピールをしているところへGMであるウィリアム・リーガルが登場。NXT Takeover Dallasでサミに見合う相手として世界でトップに入る男であると紹介されるとタイタントロンに映し出され、" See you in Dallas, when Shinsuke Nakamura takes over! "とコメントした。4月1日、NXT Takeover Dallasにてサミ・ゼインと対戦。脱力ロープブレイク、バイブレーション式踏み付けなど新日本プロレス時代の定番となっていたムーブを披露し、終盤にセカンドロープから後頭部にダイビング式キンシャサ、そして正調式キンシャサを決めてNXTデビュー戦を勝利で飾った。
5月25日、NXT王座挑戦を宣言したオースチン・エリーズに対してバックステージより登場し、挑戦するのはエリーズではなく自身であるとアピールを行なった。これを受けてGMであるウィリアム・リーガルがNXT Takeover The Endでの両者の対戦を発表した。6月8日の両者の試合では、蹴り技で試合を組み立てる中邑に対して、エリーズからはその中邑の膝を狙われる展開となる。それでも痛めている膝での攻撃を強行し、ジャンピング・キンシャサから正調キンシャサへと繋げて勝利した。
7月1日 - 2日、東京・両国国技館で行われたWWE Live Japanで凱旋帰国。1日はクリス・ジェリコに、2日はケビン・オーエンズに勝利した。
8月20日、NXT TakeOver: Brooklyn IIにてNXT王座を保持するサモア・ジョーに挑戦。勝利し新王者となる。NXTデビューからわずか4ヶ月で最高位のベルトを獲得した。
12月2日、大阪府立体育会館で行われたWWE Live Japanで凱旋帰国。NXT王座を保持するサモア・ジョーに挑戦。王座を奪還した。

#### 2017年
2017年4月4日、WWEに昇格。SmackDownにてザ・ミズとマリースがリング上にてジョン・シナとニッキー・ベラのコスプレをしてマイクパフォーマンスをしているところにバックステージからヴァイオリニストのリー・イングランド・ジュニアと共に登場を果たした。5月21日、Backlash 2017にてドルフ・ジグラーを相手にWWEデビュー戦を行い勝利した。8月20日、SummerSlam 2017にてWWE王座を保持するジンダー・マハルに挑戦。日本人初の王座戴冠を目指すがシン・ブラザーズ（サミル・シン & スニル・シン）が乱入して、彼らを蹴散らした隙を突かれて敗戦した。8月22日、ニューヨーク州ブルックリン区のバークレイズ・センターでシン・ブラザーズと1vs2ハンディキャップマッチを行った。シン・ブラザーズは2人で一遍にけいれん式ストンピング、コーナーに乗せられて膝蹴りを食らわせ、最初は中邑を劣勢に追い込むも、サミルを三角絞めでタップを奪って勝利。2分48秒での決着であった。かつて乱入により自身の試合を妨害した相手に勝った中邑は試合後「オレはマハラジャに勝ちたいわけじゃない。マハルに勝ってWWE王者になりたいんだ」と宣言。10月8日、スマックダウンPPV大会でジンダー・マハルと対戦。3度目のWWEヘビー級王座タイトルマッチとなったが、シン・ブラザーズの妨害もあり背後から捕獲されカラスを決められ、3カウントを奪われた。

#### 2018年
1月28日、ロイヤルランブルのロイヤルランブルマッチで14番目に出場。試合終盤に中邑、ジョン・シナ、ロマン・レインズの3人が残りまずシナを撃破、その後レインズからスーパーマンパンチとスピアーをくらうがなんとか耐えて最後はキックをしてふらついているレインズを落とし、優勝を飾る。
4月8日、WrestleMania 34におけるWWE王座決定戦で、王者のAJスタイルズに挑戦、キンシャサをカウンターでスタイルズ・クラッシュに切り返されフォール負け。タイトル獲得を逃す。試合後、一度はスタイルズと抱擁、その後跪きチャンピオンベルトを渡すも、ベルトを掲げたスタイルズをローブロー、悶絶し倒れたスタイルズに日本語で罵声を浴びせながら場外に蹴り出し、最後はキンシャサを決めヒールターンを果たす。
7月15日、エクストリーム・ルールズのWWE US王座選手権試合で試合前に王者のジェフ・ハーディーに対してレフェリーの死角を突いて急所攻撃を敢行。レフェリーが試合の安否を確認して開始した直後にキンシャサを見舞いUS王座を奪取した。
12月25日、SmackDown LiveでルセフとWWE US王座戦を行い敗戦。王座から陥落。

#### 2019年
2019年1月27日、Royal Rumble 2019 KickoffでWWE US王者のルセフに挑戦。ルセフが倒れている間にリングのターンバックルを取ろうとする仕草を見せてルセフのマネージャーのラナに体当たりを誤爆させると後頭部へのキンシャサを決めて勝利。リベンジを果たすと同時に王座を戴冠した。
1月29日、SmackDown LiveでR・トゥルースとWWE US王座戦を行い敗戦。わずか2日で王座から陥落。
7月14日、Extreme Rules 2019 KickoffでWWE IC王者のフィン・ベイラーに挑戦。終盤にベイラーのクー・デ・グラを避けると背後からのキンシャサ、そして正調式キンシャサと決めて勝利。王座を戴冠した。

#### 2020年
1月26日、ロイヤルランブルマッチで11番目に出場。キンシャサを決めようとしたところをブロック・レスナーに捕らえられ、そのまま投げ出されて脱落した。
1月31日、SmackDown Liveでブラウン・ストローマンとWWE IC王座戦を行い敗戦。王座から陥落。
その後はサミ・ゼイン、セザーロとヒールユニットを組み、3月8日のエリミネーション・チェンバーでIC王者のストローマンと3対1のハンデ戦でIC王座戦を行う。数的有利を活かし終始優勢に立ち回り、ゼインの戴冠をアシストした。
7月19日のエクストリーム・ルールズにて、セザーロと組んでニュー・デイの保持するスマックダウンタッグ王座にテーブルマッチで挑戦。セザーロが場外に立てられた2段のテーブルの上にコフィ・キングストンを叩きつけるパワーボムを決めて勝利。WWE入団以降で初となるタッグ王座を戴冠した。
9月28日、ルチャ・ハウス・パーティー（カリスト&リンセ・ドラド&グラン・メタリック）と対戦し王座防衛に成功。
10月9日、ニュー・デイとのタイトルマッチで敗れ、王座から陥落した。

#### 2021年
1月8日、ケビン・オーエンズの負傷によって行われた、ガントレット形式でのWWEユニバーサル王座次期挑戦者決定戦に出場するも、ローマン・レインズの妨害にあい敗北。また、この試合を機に徐々にフェイスターンを果たす。
8月13日、スマックダウンでアポロ・クルーズを倒し、2度目のWWEインターコンチネンタル王座を獲得した。

#### 2022年
1月30日、ロイヤルランブルマッチで2番目に登場。1番目に登場したAJスタイルズにより脱落させられた。
2月18日、スマックダウンにてセミ・ゼインとタイトルマッチを行い敗北。WWEインターコンチネンタル王座を失った。
4月2日、レッスルマニア38にてリック・ブーグスとタッグを組み、ウーソズが保持するスマックダウンタッグチーム王座に挑戦。試合中にブーグスが足を負傷するというアクシデントが起き、孤軍奮闘するも敗れる。
6月3日、スマックダウンにてマット・リドルとチームを組みウーソズの持つ統一タッグチーム王座に挑戦したが、今度は中邑が足を負傷してしまいタイトル獲得とはならなかった。
8月12日、スマックダウンにてグンターの持つWWEインターコンチネンタル王座に挑戦するが敗北。
10月14日、同月1日に亡くなったアントニオ猪木の通夜・告別式出席のため一時帰国。
10月18日、5年ぶりにNXTに登場。チャニング“スタックス”ロレンゾ相手にフォール勝ちした。

#### 2023年
1月1日、日本武道館にて行われた、プロレスリング・ノア『ABEMA presents NOAH “THE NEW YEAR” 2023』にてグレート・ムタと対戦した。日本での試合は2019年のWWE日本公演以来、国内団体での試合は2016年1月30日・新日本プロレス壮行試合以来であり、WWE所属になってからは初となる。
4月28日のスマックダウンにて自身初となるロウにドラフトされる。
7月1日にイギリスのロンドンで行われたマネーインザバンクの男子ラダーマッチに出場したが惜しくも敗れた。
9月のペイバック2023及び10月のファストレーン2023ではいずれもメインイベントでWWE世界ヘビー級王者セス・ロリンズに挑んだが、30分近い激闘の末いずれも敗れ、悲願の最高王座獲得はならなかった。
2024年
4月22日の試合を最後にWWEのテレビ番組への出場が約半年途切れる。その間もハウスショーなどで試合は組まれていた。
この欠場からの復帰戦となった11月のサバイバーシリーズ2024でLAナイトに勝利し、自身3度目のUS王座獲得となった。
2025年
5月23日（日本時間24日）のSMACK DOWNでマネー・イン・ザ・バンク・ラダー・マッチ予選3WAYマッチに挑むがLAナイトに敗れる。
6月13日（日本時間14日）のWWEスマックダウンで行われたキング・オブ・ザ・リングの予選でコーディ・ローデスに敗れる。

## 得意技
キャリア初期は関節技を主体とした総合格闘技色が強かった。その後、肉体改造を行って身体を大きくしパワーファイトも行うようになる。CHAOS結成後からはキックや膝蹴りなどの打撃技と大きな受け身を主体とし、加えて近年では入場時や試合中に随所でクネクネと体を脱力させる独自のムーブや唯一無二の言動は総じて「キング・オブ・ストロングスタイル」と称される。2017年の専門誌によると「"キング・オブ・ストロング"が観客の絶大な支持を獲得」と評されている。

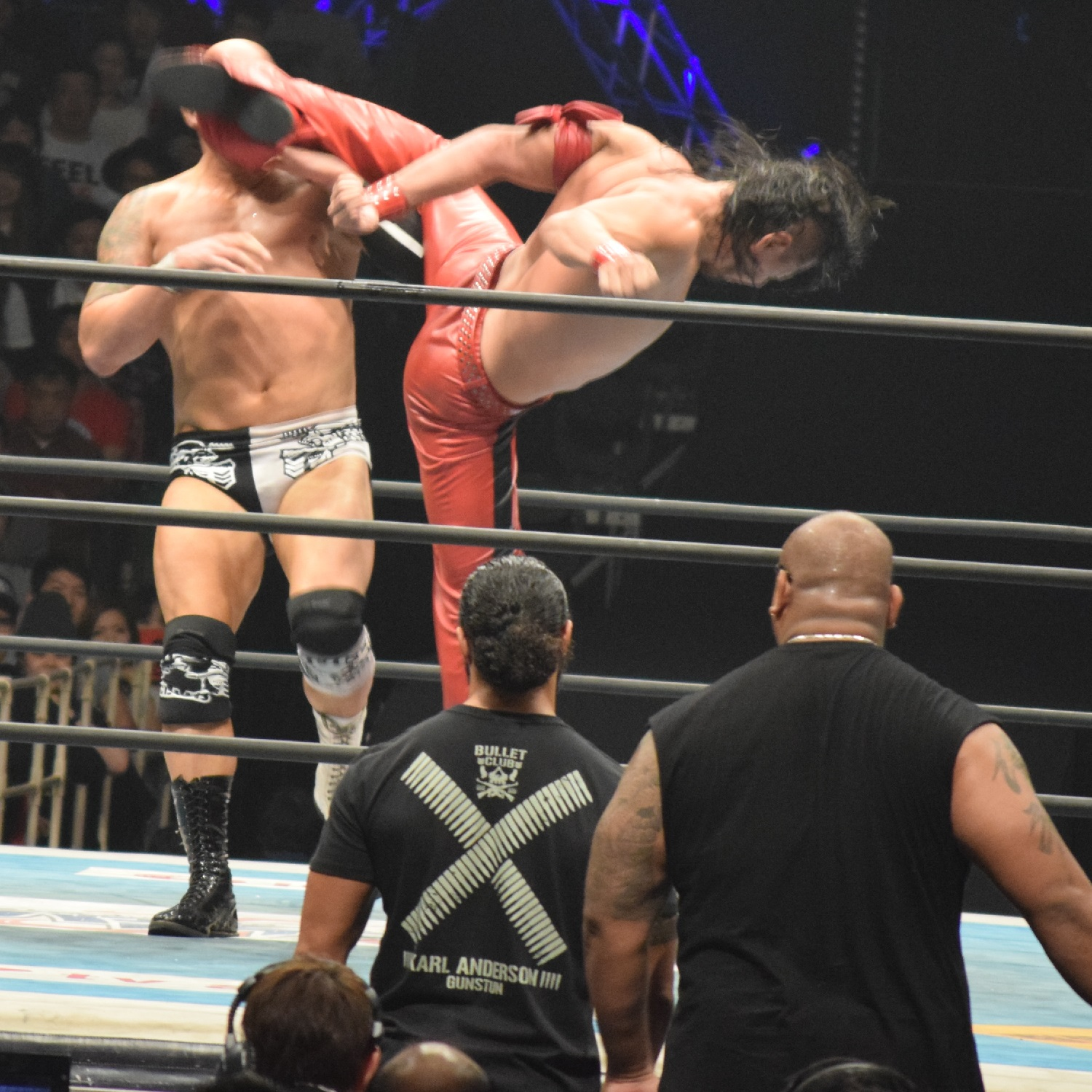
カール・アンダーソンにボマイェを放つ中邑。

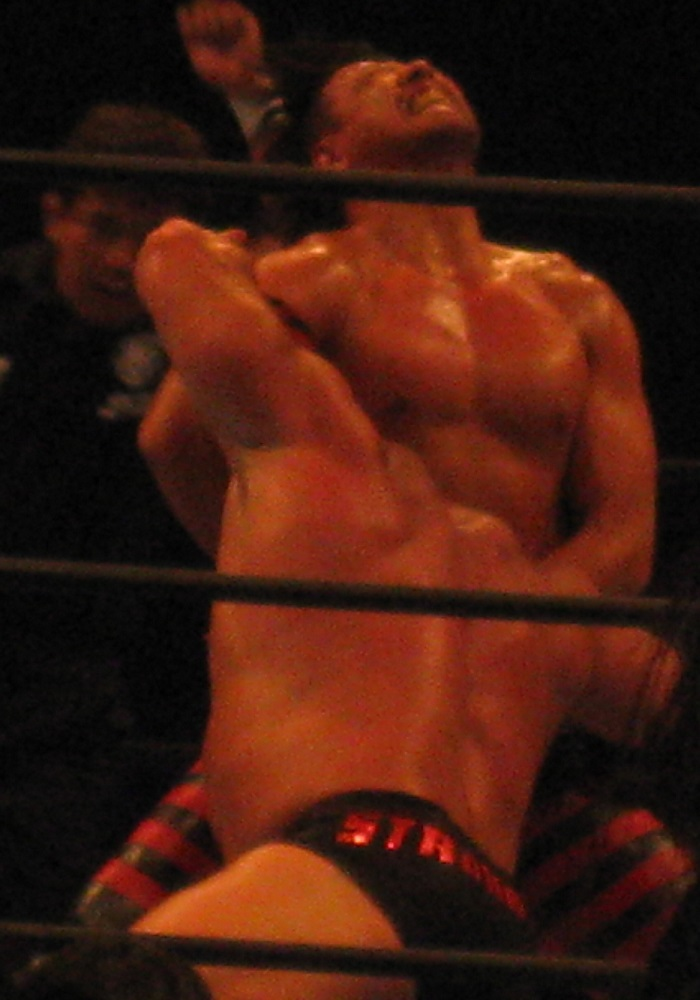
フロントネックロック

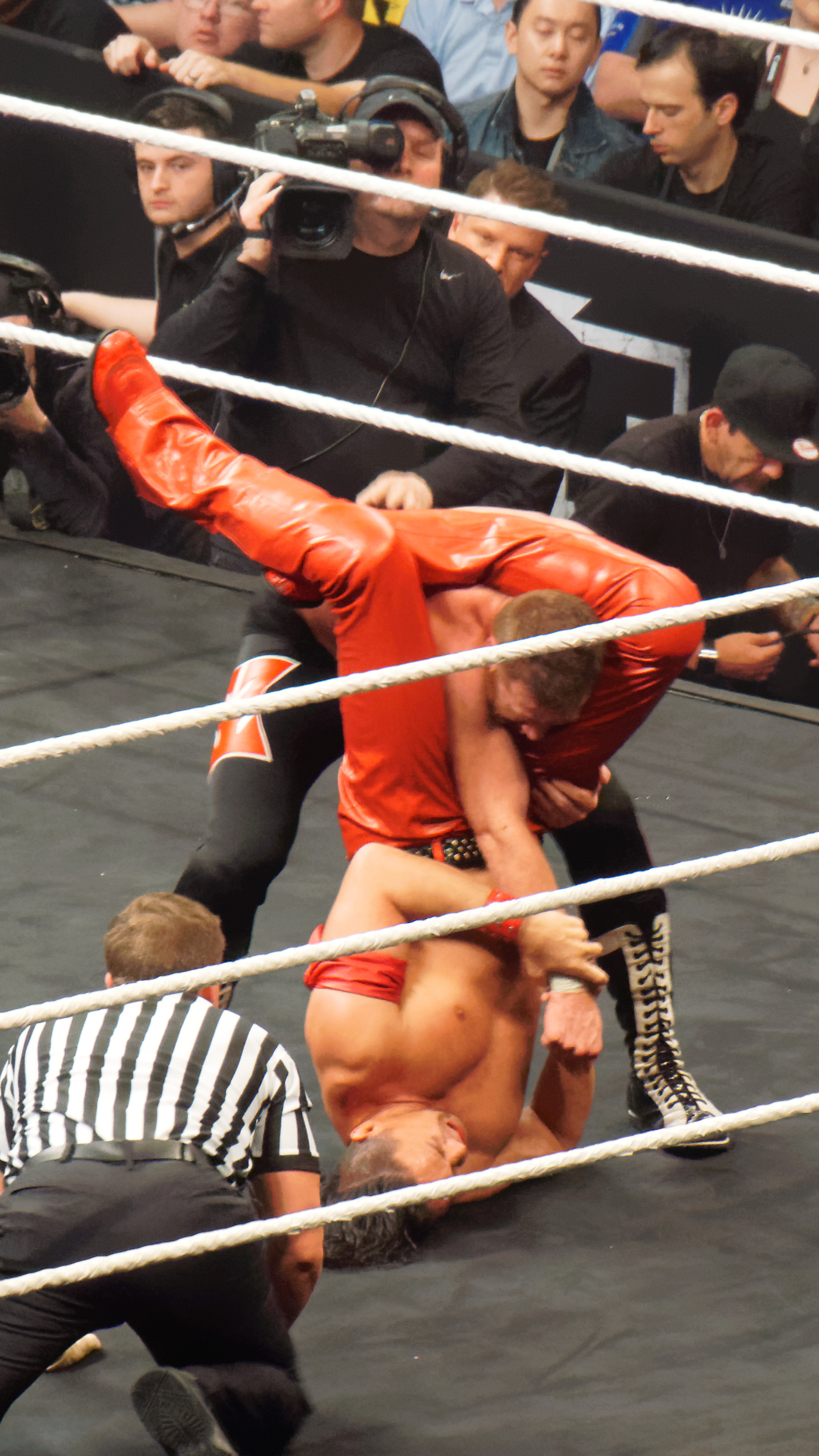
シャイニング・トライアングル

### フィニッシュ・ホールド
キンシャサ（Kinshasa）
相手から距離をとり自身は、全身をエビ反らせるような独特のフォームで滾り助走をつけてから放つ、相手の顔面へのランニング式膝蹴り。近年ではレッグ・ラリアートのような形で相手の顔面を打ち抜く形式へと変化している。
下記にあるようにナックルパートの後に移行したり、後頭部へ放つこともある。当初は右足で放っていたが半月板を断裂して以降、左足で繰り出す事が主要となった。2014年4月の棚橋戦にて久々に右のボマイェを使用。
CHAOS結成後から新日本退団時まで、ボマイェ（スワヒリ語: Boma Ye）の技名で使用していた現在のフィニッシュ・ホールド。
「ボマイェ」はリンガラ語で「kill you」の意で、アントニオ猪木の入場テーマ曲「炎のファイター 〜INOKI BOM-BA-YE〜」中の台詞「ボンバイエ」と同義。本人曰く、この技は高山善廣の必殺技であるニー・リフトを意識して使い始めたという。
WWE・NXTではボマイェ繋がりからキンシャサの奇跡に掛けてキンシャサ（Kinshasa）へと技名を変更。WWE日本語公式サイトではキンシャサ・ニー・ストライク（Kinshasa knee strike）と表記されている。
この技の発展形
ダイビング式
コーナー二段目から飛び上がって放つ。
スワンダイブ式
トップロープに乗りその反動を生かしてから放つ。
串刺し式
コーナーヘうつ伏せに張り付けた相手に助走をつけて見舞う。
スライディング式
ハーフダウン状態の相手に対し、走り込んでから相手の後頭部又は、首元に滑り込むように低空式で左膝を叩き込むランニング・ニーアタック
サイドポジションから放つ
四つん這いの相手の側頭部に当てる。
断崖式
相手をエプロンサイドへ腹這いに寝かせて後頭部へ膝を当てる。
場外へ
場外にいる相手に向かい、エプロンから助走した場外へ放つ。

### 打撃技
ナックル・パンチ
主に打撃合戦中の際、不意に相手の喉元へ食い込ませ、上記のボマイェに移行することもある。トップロープ等から飛んで来た相手を迎撃する際に使用することもある。
ゼロ戦キック
助走をつけてジャンプし、脛の外側の部分で相手の顔面を蹴る技。レッグ・ラリアットともいえる。主にカウンターで使用する。
各種蹴り技
ライダーキック（カンフーキック）
顔面への跳び蹴り。キングオブプロレスリングでは「ジャンピング・カラテキック」と表記されている。
虎尾（ヒールキック・スピンキック）
ハイキックからのフェイントでよく使用するカンフー由来の技。望月成晃のイリュージョンと同型。
膝蹴り
ダウンした相手に連続で叩きこんだり、フロント・ネックロックの状態から相手の腹部目掛けて叩きこんだり、相手の飛び技を迎撃したり等、バリエーションが非常に多い。
バック・クラッカー
背後から相手の顎を掴み、そこから自分の両膝を相手の背中にあてがうようにして飛び付きながら相手引き倒す変形のバックブリーカー。
カリートの得意技で中邑の場合、膝を使った攻撃のバリエーションの一部として使用している。
コード・ブレイカー
自分の両膝を使ってのフェイスバスター。首を掴んでから仕掛けたりする他、相手に片足を掴まれたときにも使用する。
上記のバッククラッカー同様、膝攻撃の一種として使用している。
痙攣式ストンピング
コーナーに押し込んだ相手にストンピングを見舞い、相手が尻もちを付いた所で相手の喉元を足で踏みつけながら全身をブルブル震わせる。

### 投げ技
ランドスライド
肉体改造後のフィニッシュ・ホールド。
ファイヤーマンズキャリーの体勢で相手を担ぎ上げ、そこからシットダウンと同時に相手を前方回転させながら相手の後頭部から背中にかけてマットに叩きつける変型ドライバー。ハリケーン・ドライバーと同型の技。大一番では雪崩式で披露することもあった。
2013年1月4日のレッスルキングダム7の舞台で対戦した桜庭和志との試合で久々に解禁した。それ以降、1.4東京ドームやG1 CLIMAX決勝戦、レッスルマニアなど大舞台で繰り出す事が多い。
変形ランドスライド
ファイヤーマンズキャリーで担ぎ上げる所までは上記のランドスライドと同じ。相手を前方へホイップする所からが相違点で、こちらの技の場合は、自分の左膝を立てその膝に相手の頭部を叩きつけるようにホイップする。最終的には後藤洋央紀の「牛殺し」と同型になる。2011年のG1決勝戦（対内藤哲也戦）で初披露。正式名称について本人からの言及は無く不明。ただし、公式サイトの記事で『変形ランドスライド』と記載されていた。
ダブルアーム・パイルドライバー
ダブルアームで抱え上げ、そのまま自身が尻から着地し相手の頭をマットに落下させる危険技。2008年1月4日の棚橋戦で初公開。フィニッシュ・ホールドとして使っていたこともある。
リバース・パワースラム
中邑のオリジナル技。
相手を背後から抱え上げ、パワースラム状に投げ落す技。綺麗に決まれば相手はパワースラムと表裏逆に落ちることとなり、顔面や胸部等をマットへ打ち付けるのだが、タイミングや角度によっては相手が頭部や肩から先に落ちている場合もあり、危険な技とも言える。雪崩式も存在するが前述のように通常でも危険技に匹敵するため、あまり使用しない。NXTではリバースエクスプロイダーと紹介されている。
おからボム
相手の蹴り足を片腕でキャッチし、もう片方の腕を相手の股に潜り込ませ、そのまま抱え上げてライガーボムで落とす。蹴りのディフェンス用に効果を発揮する技。日高郁人のイグチボムとほぼ同形技。
タイガー・スープレックス
新三銃士と呼ばれ始めた頃に対棚橋戦で、棚橋のドラゴン・スープレックスに対抗するように使用し始めた。基本的に大一番でしか使用しない。クラッチは三沢光晴式。
ジャーマン・スープレックス
デビュー当時から現在も使い続けている。高山善廣や吉江豊などの巨漢レスラーも投げたことがあるが、使用頻度は少ない。
スライディング・ジャーマン・スープレックス
セカンドロープに場外を向いて座らせた相手に対し、相手の背後に蹴りを入れて自身は、後方回転をしてから立ち上り反対側のロープから走り込んで腰部分を掴み、場外へスライディングしながらその勢いを利用してマットに叩きつける変型ジャーマン・スープレックス。

### 関節技、絞め技
シャイニング・トライアングル
肉体改造前のフィニッシュ・ホールド。相手が片膝を立てて屈んでいる状態で、相手の片膝を踏み切って相手の上体に跳びつき素早く三角絞めを極める。
シャイニング・トライアングルを決め、そこから首に巻きつけた足を外して腕ひしぎ十字固めに移行した派生技で、天山広吉を破り、デビューから史上最速最年少でIWGPヘビー級王座を獲得した。
腕ひしぎ十字固め
デビュー時から愛用している必殺技。特に相手のラリアット等を切り返しての飛びつき腕ひしぎ十字固めは非常に素早くフィニッシュとして絶大な効果を発揮している。
表三角固め
腕ひしぎ十字固めを極めている最中に相手が立ち上がった時に三角締めに移行しそのまま相手を腹這いにして極める腕十字。最近はこちらに移行して極めるパターンが多く2015年G1 CLIMAXでは最終戦でオカダ･カズチカからタップを奪った。
スリーパーホールド
この技から前述のリバースパワースラムへ移行するパターンが多い。スタンディング式からそのまま絞め続け胴締め式等に移行する場合もある。
フロント・ネックロック
フロントチョークと同様の体勢から首を絞めるのではなく、相手の首を曲げることにより、頸椎へのダメージを狙う首関節技。2003年1月の、東京ドーム大会で、安田忠夫からギブアップを奪った技で、デビュー直後からシャイニング・トライアングルを編み出すまでの間は、腕ひしぎ逆十字固めと並ぶ必殺技であった。CHAOS結成頃から使用頻度が再び増え、この技でギブアップを奪うことは殆どないが、相手のスタミナを削ぐ技としても使われる。

### 飛び技
ムーンサルト・プレス
2008年のIWGP王座獲得以降、一時的に使用した技。基本的に2回連続に放っていた。また、実況がよくムーンサルトとエルニーニョを間違ってしまうことがあった。
エルニーニョ
片足をセカンドロープに乗せた状態から膝を当てるムーンサルトプレス。技名の由来は2004年のG1 CLIMAXに向け、「エルニーニョ現象を起こす」とマスコミに向けて発したコメント。現在は使われていない。
羅骭下（らかんか）
コーナーから放つ相手の顔面に向けてのニー・ドロップ。2004年のG1 CLIMAXにおける永田戦で初公開。なお、技名は漢方薬の原料であるラカンカ（羅漢果）をもじったものとされる（「骭」は「脛（の骨）」の意）。相手の頭部をうつ伏せ状態でリングのエプロンに突き出るように置き、自らはエプロンから場外にダイブする形で決める「断崖式」も存在。

### 連携技
天中殺 （w/天山広吉）
天山広吉がマウンテンボムの体勢で持ち上げた相手に中邑が飛びつき式DDTを決める

### その他
脱力ブレイク
ロープ際の攻防で相手を押し込んだ後ブレイク時に前のめりになり相手を挑発する。
側転
腕をとった後に捻りを加える時や、逆に腕をとられた状態からの切り返しに序盤に使用する。初代タイガーマスクと戦ったスティーブ・ライトの動きを参考にしたもの。
ロー・ブロー
急所攻撃。
2018年のレッスルマニア34にてヒールターンをして以降要所で繰り出すようになった。2019年以降は封印している。
毒霧
2024年11月のヒール転向以降から使用。

## 決め台詞
出典
- 「たぎる」

中邑の興奮の度合いを表す台詞（「たぎってきたぜ」、「たぎらせてくれよ」、「たぎらねぇ」などの言い回しで使用される）。
- 「イヤァオ」

中邑の興奮が最高潮に達した時に発せられる雄叫びで、観客を巻き込むこともある。
対戦相手から挑戦を受けた際は「どうしよっかな〜」→「答えはこうだ」→「イヤァオ」の流れで使用する。
WWE移籍後も引き続き使用されている。
- 「一番スゲェのはプロレスなんだよ」

大会の締めで使用されることが多い。
- ｢Come on！｣（日本語の発音はカモーン！）

WWE移籍後から使用し始める。主に試合中などに相手を挑発する際に発している。独特な間を置いてから言うことが多いため、場合によっては相手に妨害されることもある。

## タイトル歴
WWE
- NXT王座 : 2回
- WWE US王座 : 3回
- WWE IC王座 : 2回

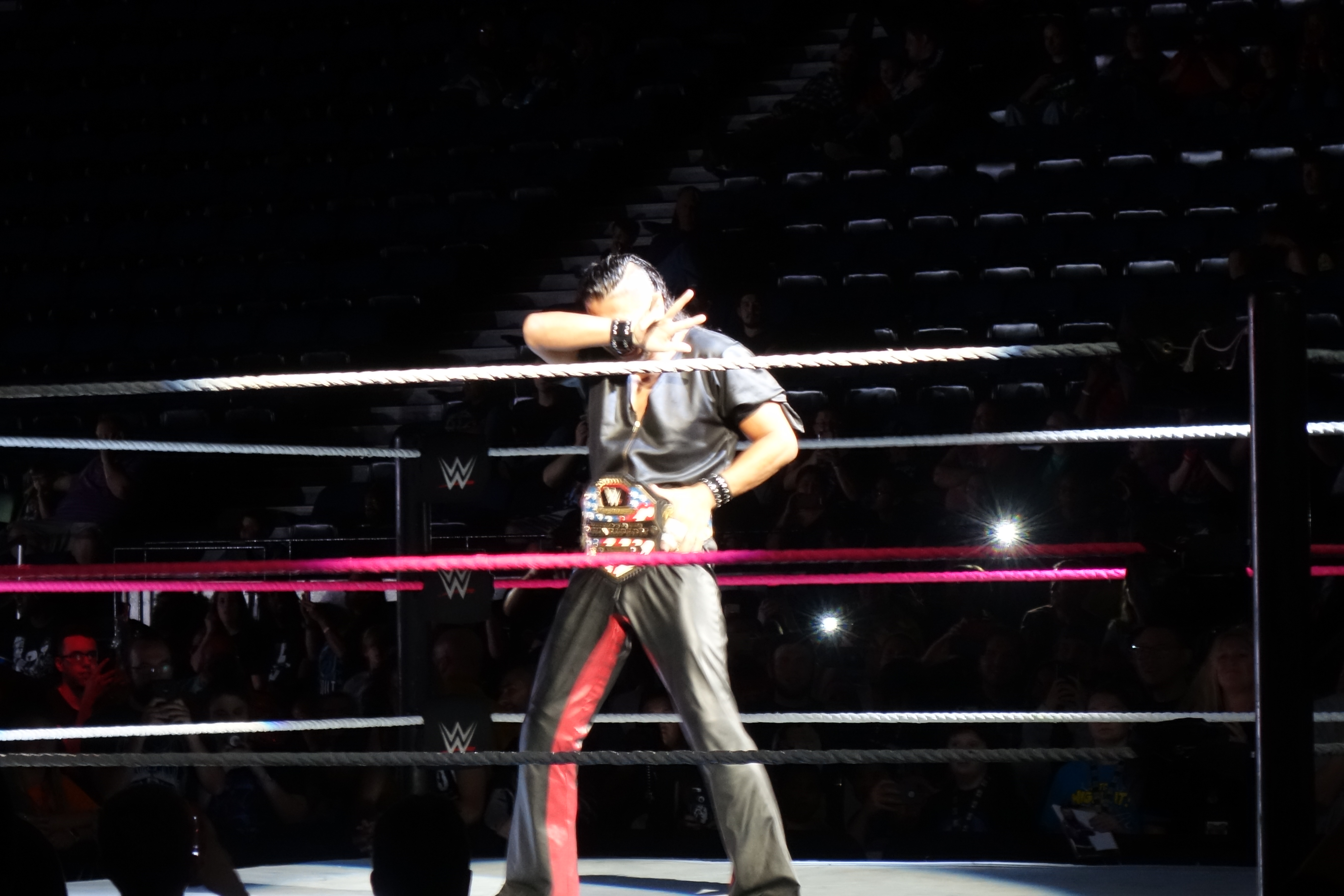
WWE US王座

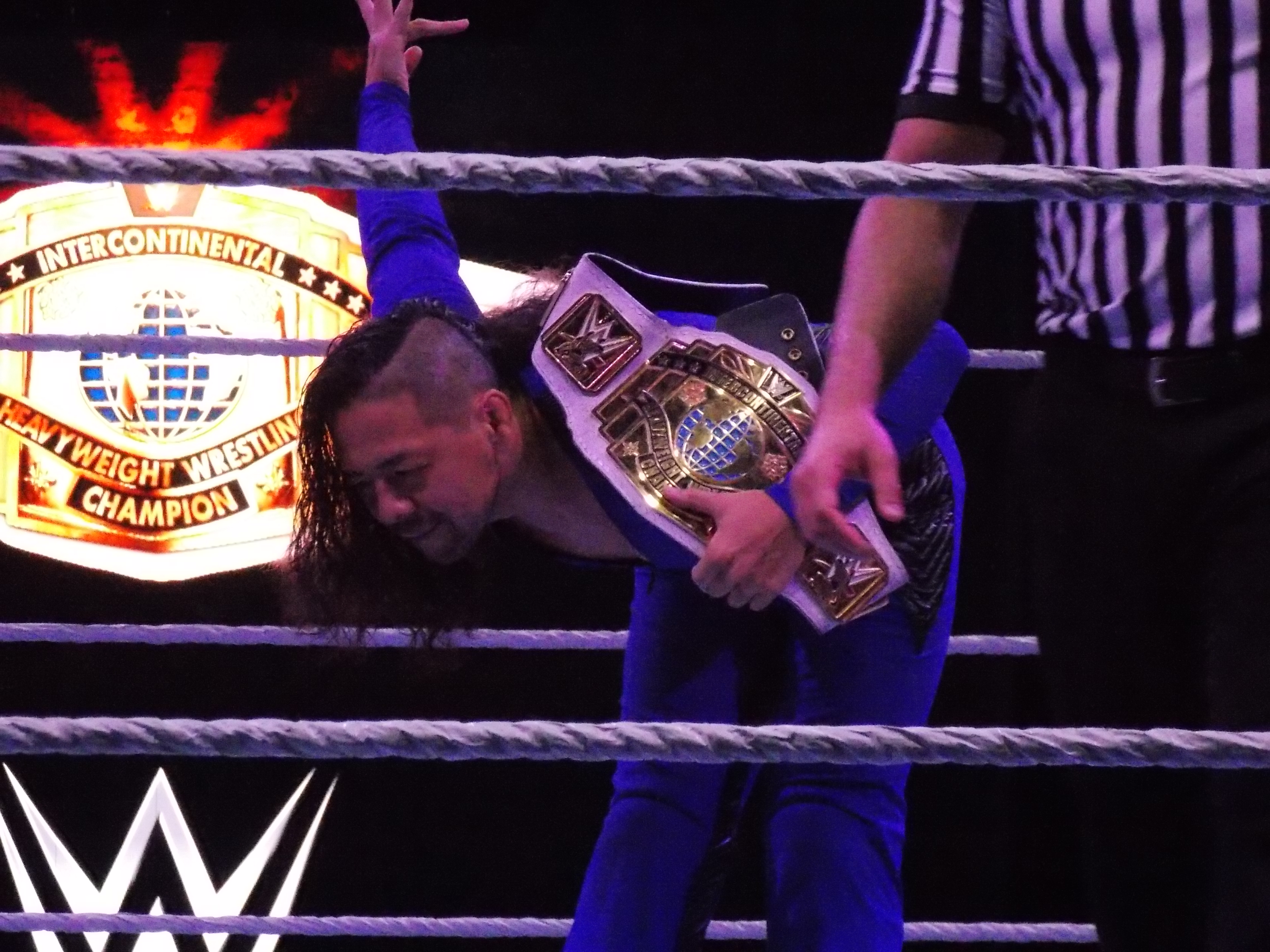
WWEインターコンチネンタル王座

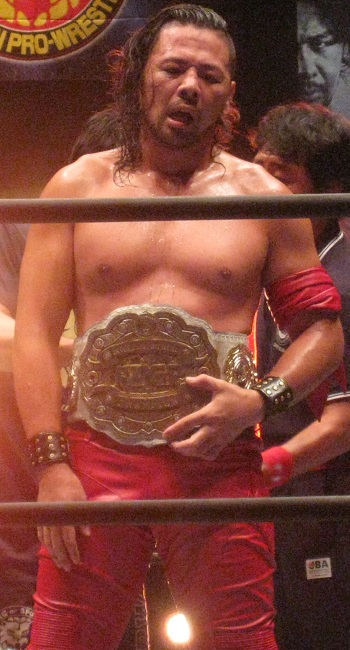
IWGPインターコンチネンタル王座を腰に巻く中邑。

- WWE・スマックダウン・タッグチーム王座 : 1回

w /セザーロ
- ロイヤルランブル 優勝 : 1回（2018年）
- 2016年 NXT年間最優秀男子選手賞
- 2016年 NXT年間最優秀選手賞

新日本プロレス
- IWGPヘビー級王座 : 3回 （第34代[5]、48代[5]、53代[5]）

23歳9ヶ月という若さで戴冠。最年少戴冠記録保持者で未だにこの記録は破られていない。
- IWGPヘビー級王座 : 1回（第3代）（IWGP 3rd）

戴冠後、封印。
- IWGP U-30無差別級王座 : 1回（第2代）[5]
- IWGPインターコンチネンタル王座 : 5回 （第4代[5]、6代[5]、8代[5]、10代、12代）
- NWFヘビー級王座（復活版）: 1回（第2代）[5]

戴冠後、封印。
- IWGPタッグ王座 : 1回（第47代）[5]

w /棚橋弘至
- G1 CLIMAX 優勝 : 1回（2011年）[5]
- NEW JAPAN CUP 優勝 : 1回（2014年）[5]
- G1 TAG LEAGUE 優勝 : 1回（2006年）[5]

w /蝶野正洋
プロレス大賞
- 2003年 新人賞
- 2012年 技能賞
- 2013年 年間最高試合賞（2013年8月4日 G1 CLIMAX 23公式戦、対飯伏幸太、大阪府立体育会館）
- 2014年 年間最高試合賞 （2014年8月10日 G1 CLIMAX 24優勝決定戦、対オカダ・カズチカ、西武ドーム）
- 2023年 年間最高試合賞（2023年1月1日 スペシャルシングルマッチ、対グレート・ムタ、日本武道館）

## 入場テーマ曲
- Shadows of a Setting Sun

「The Rising Sun」をロック調にアレンジしたもので日本語ラップが挿入されている。WWEにてヒールターンして以降使っていた。
- The Rising Sun

NXT/WWEにて、2016年4月 - 2018年4月まで使用。ヴァイオリンのイントロから曲の旋律に合わせ、感極まった表情で全身をくねらせて独特のポーズを取りながら入場。客席は旋律を合唱するのが恒例になっている。サビの部分でロープ際に走り、体をのけぞらせてリングに仰向けに崩れ落ちた後で立ち上がり、大きな身振りでリング中央にタッチダウンするルーティンで入場を〆る。試合によってはバイオリニスト（リー・イングランドJr.）や弦楽隊を伴って入場する。ヒールターン以降は使われていなかったが、2021年1月15日（現地時間）のSmackDownより再びThe Rising Sunを使い始めた。
2023年6月30日には、米・人気ラッパーのリル・ウージー・ヴァートがこの楽曲をサンプリングした「Nakamura」をリリースし、同年7月15日付の米・ビルボード Hot100で71位にエントリーした。
- Subconscious entry version

2004年5月 - 2009年4月、2009年8月 - 2016年1月まで使用。
- Worlds Collide / Apocalyptica

2009年5月 - 7月まで使用。現在は「CHAOSのテーマ曲」として使用されている。
- Moving City

デビュー当時のテーマ曲。2002年 - 2004年4月まで使用。以降、使用されることはなかったが、2009年9月27日のIWGP戦で再び使用した。

## 総合格闘技
| 総合格闘技 戦績 | 総合格闘技 戦績 | 総合格闘技 戦績 | 総合格闘技 戦績 | 総合格闘技 戦績 | 総合格闘技 戦績 | 総合格闘技 戦績 |
| --------------- | --------------- | --------------- | --------------- | --------------- | --------------- | --------------- |
| 5 試合          | (T)KO           | 一本            | 判定            | その他          | 引き分け        | 無効試合        |
| 3 勝            | 0               | 3               | 0               | 0               | 0               | 1               |
| 1 敗            | 0               | 1               | 0               | 0               | 0               | 1               |

| 勝敗 | 対戦相手                           | 試合結果                 | 大会名                        | 開催年月日     |
| ○    | アレクセイ・イグナショフ           | 2R 1:51 ギロチンチョーク | ROMANEX 格闘技世界一決定戦    | 2004年5月22日  |
| －   | アレクセイ・イグナショフ           | 3R 1:19 無効試合         | K-1 PREMIUM 2003 Dynamite!!   | 2003年12月31日 |
| ○    | シェーン・アイトナー               | 1R 4:29 V1アームロック   | Jungle Fight 1                | 2003年9月13日  |
| ○    | ヤン・"ザ・ジャイアント"・ノルキヤ | 2R 3:12 ギロチンチョーク | 新日本プロレス ULTIMATE CRUSH | 2003年5月2日   |
| ×    | ダニエル・グレイシー               | 2R 2:14 腕ひしぎ十字固め | INOKI BOM-BA-YE 2002          | 2002年12月31日 |

## 芸術家
中邑はペインティングを得意としている。学生時代からレスリング部と美術部を掛け持ち、双方で活躍してきた。岡本太郎にインスパイアされWEB上で彼の描く「プロレスラー」という作品が公開されている。そして自ら描いた100点を越える絵画をもって、絵画展を主催したことがある。またNHKEテレ「デザインあ」の『デッサンあ』のコーナーにも出演したこともある。ジャーナルスタンダードやRVCAなどのアパレルにデザインを提供している。

### 展覧会
『TOKYO WRESTLING ARTS』中邑真輔 vs ロジャー・ミカサ 現代美術展
2008年（平成20年）12月12日 - 18日
東京・青山SPACE INTART GALLERY

### イラスト
- 『イタい人にならない自分☆発信力』原村和子（ビジネス社、2010年6月16日） - 絵を担当
- 「いざ戦いのクリスマス　MORE's Xmas」（横浜モアーズ、2015年、11月）- キャンペーンイラスト

## その他
- 新日本プロレス在籍初期は総合格闘技色の強いスタイルであったが、学生時代はインディーから女子プロレスまで追いかける生粋のプロレスマニアであった。LLPWの旗揚げ当時のメンバーを暗唱できるなど、知識も豊富である。2008年2月に放送されたFIGHTING TV サムライの『P-1選手権 第1回プロレスクイズ王決定戦』では新日本チームの一員として出場し（メンバーは他に海野宏之＋週刊プロレス記者1名）、その豊富な知識量の一端を披露してチームの優勝に貢献した。
- 他にも、テレビにも度々出演しており、『恋するハニカミ!』（相手は「当時は年下」の夏川純）や『クイズプレゼンバラエティー Qさま!!』などのバラエティ番組、マクドナルドや資生堂unoのCMに出演した。
- 2014年5月にファレル・ウィリアムス「ハッピー」のミュージックビデオに出演[59]。2015年1月にはテンプラキッズ「ミイラキラー」のミュージックビデオに出演[60]。
- 2014年9月から2015年8月までムック本『日本プロレス事件史』（ベースボールマガジン社）においてコラム「中邑真輔が歴史的一戦を徹底分析!」を連載していた（全12回）[61]。
- 2016年4月、NXTで使用する入場テーマ曲「Rising Sun」がiTunesのサウンドトラックチャートで第一位に輝く[62]。
- 2020年9月、日常をファンと共有するオンライン・ファンクラブ「SHINSUKE NAKAMURA SECRET」を開設。新型コロナによる制約下で人々とつながる術を考え、スーパースターであるために必須なトレーニング、武術の稽古、サーフィン、衣食住、犬の散歩までをファンに発信・交流している。

## メディア出演

### CM
- マクドナルド「ペッパーチーズ・ダブルビーフ」（2005年7月13日、日本マクドナルド）[63]
- 「どん兵衛」（2019年5月13日、日清食品）[64]

### テレビアニメ
- キン肉マン 完璧超人始祖編（2025年3月23日、CBCテレビ・TBS系列） - カマーンダス 役[65][66][67]

## 著書
- 『中邑真輔の一見さんお断り』（kamipro books）2010年3月17日（中邑真輔著、エンターブレイン）
- 新日本プロレスブックス『中邑真輔自伝 KING OF STRONG STYLE 1980-2004』2014年5月24日（中邑真輔著、イースト・プレス）
- 新日本プロレスブックス『中邑真輔自伝 KING OF STRONG STYLE 2005-2014』2014年11月16日（中邑真輔著、イースト・プレス）
- THE RISING SUN 陽が昇る場所へ（2017年9月6日、双葉社）
- SHINSUKE NAKAMURA USA DAYS （2017年9月7日、イーストプレス）